# Estación de la Costa

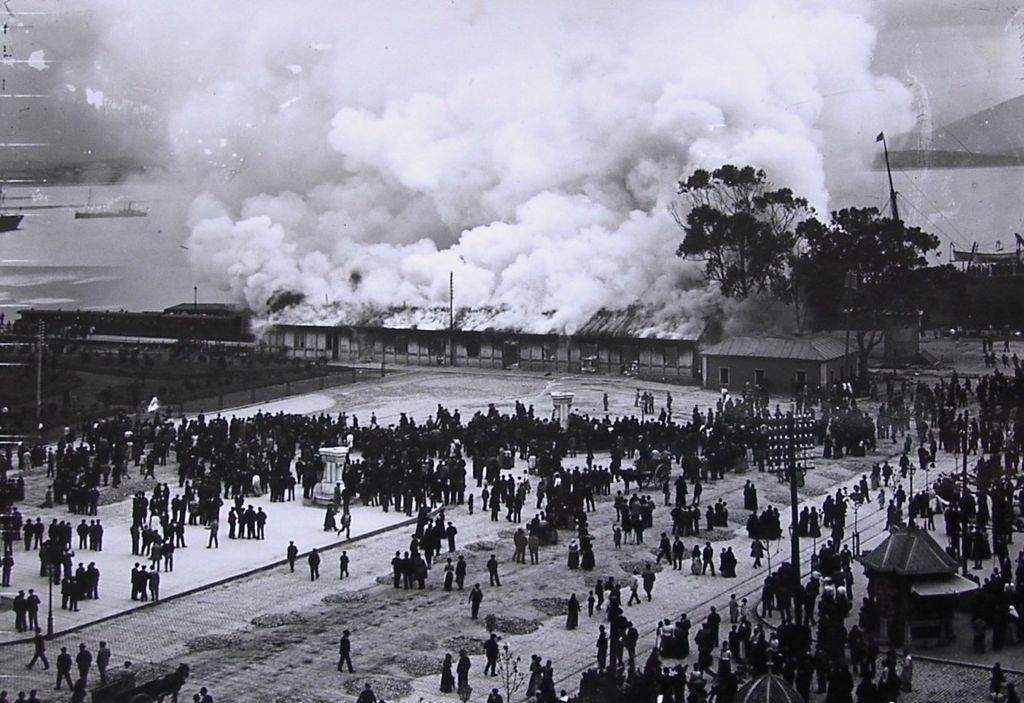
Incendio de la estación provisional de la Compañía del Ferrocarril de Santander a Bilbao, en los jardines del Boulevard, actuales jardines de Pereda, el 27 de abril de 1902.

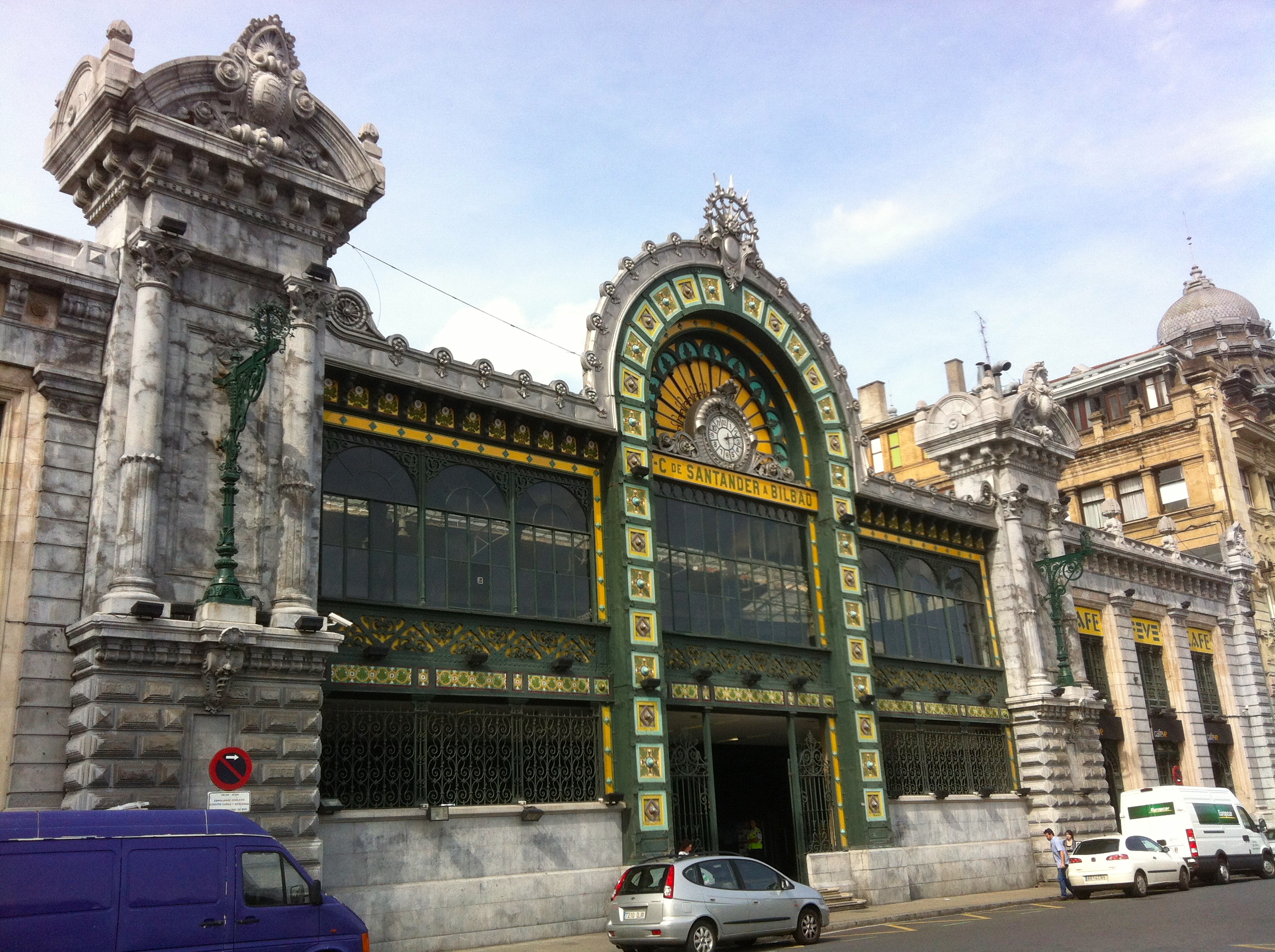
Estación Bilbao-Concordia, donde llegaba el ferrocarril procedente de Santander.

La Estación de la Costa fue una antigua estación de ferrocarril situada en la ciudad de Santander (Cantabria, España). 

## Historia
Fue construida en 1905 y demolida en 1936 por el alcalde Ernesto del Castillo. Antes de ella, hubo otra en el mismo lugar, destruida por un incendio en 1902. Se situaba en la calle Antonio López y comunicaba la capital cántabra con Bilbao, donde aún existe la estación correspondiente. Sus andenes fueron utilizados por el Bando republicano durante la Guerra Civil para el transporte de materiales bélicos hasta 1937.